# Lakier pustynny

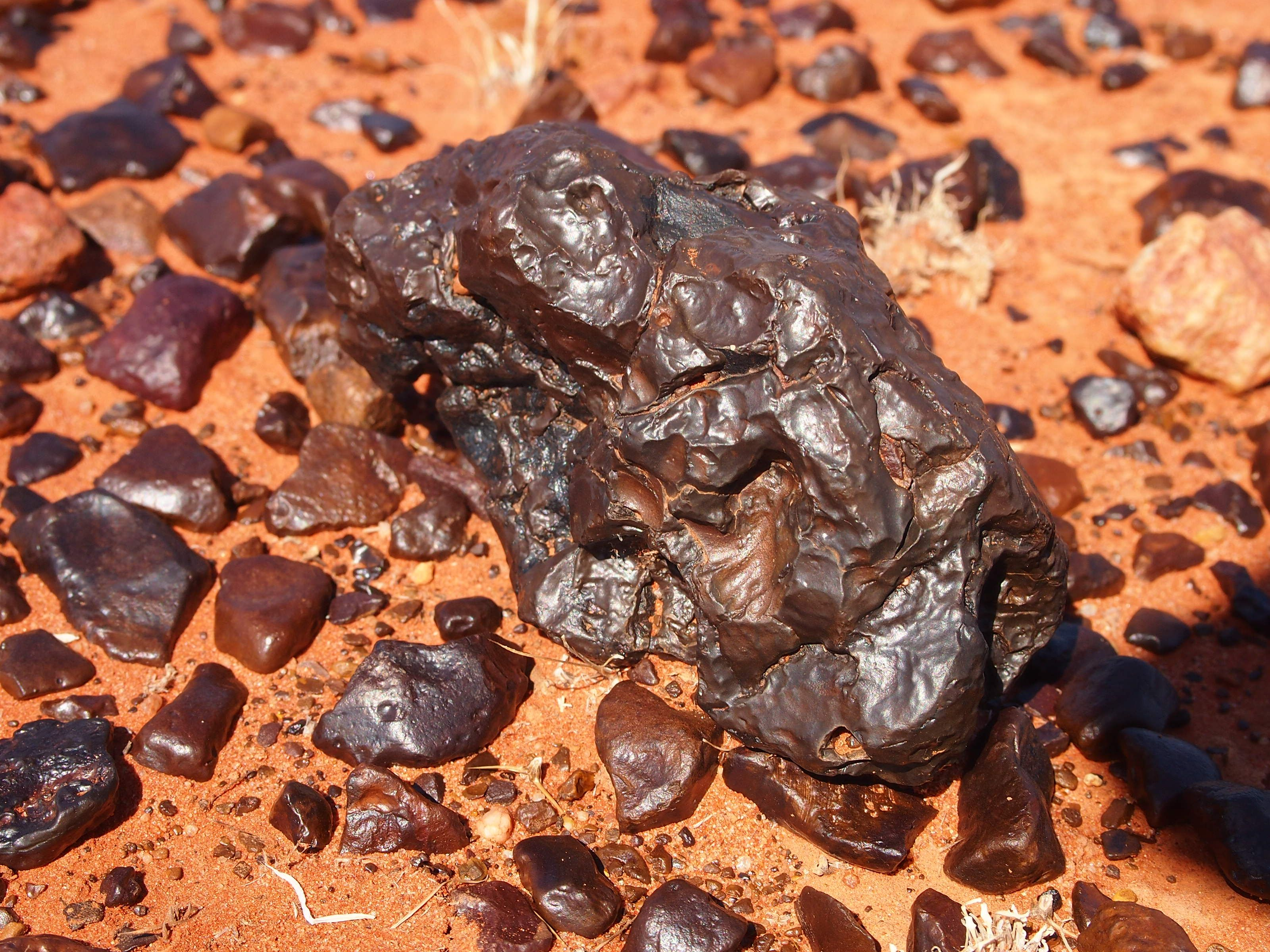
Lakier pustynny na bruku deflacyjnym (centralna Australia)

Lakier pustynny, glazura pustynna, polewa pustynna, lak pustynny, warnisz – mikroskopijne powłoki na zewnętrznej powierzchni skał i luźnych głazów na pustyniach. Ich wielkość dochodzi najczęściej do 100 μm.
Warnisz budują głównie związki manganu i żelaza oraz minerały ilaste. Związki żelaza i manganu mogą nadawać powłokom skał rdzawą, brunatną, a czasami nawet czarną barwę. Może być także zbudowany z krzemionki, która nadaje charakterystyczną szklistą powłokę.
Materiał warniszowy dostarczany jest głównie przez wiatr, który przenosi je na skały. Wtedy zaczynają na nie działać procesy fizykochemiczne przy udziale mikroorganizmów, w tym grzybów z rodzajów: Alternaria, Cladosporium, Fusarium, Penicillum i Pleospora.